# Polterabend

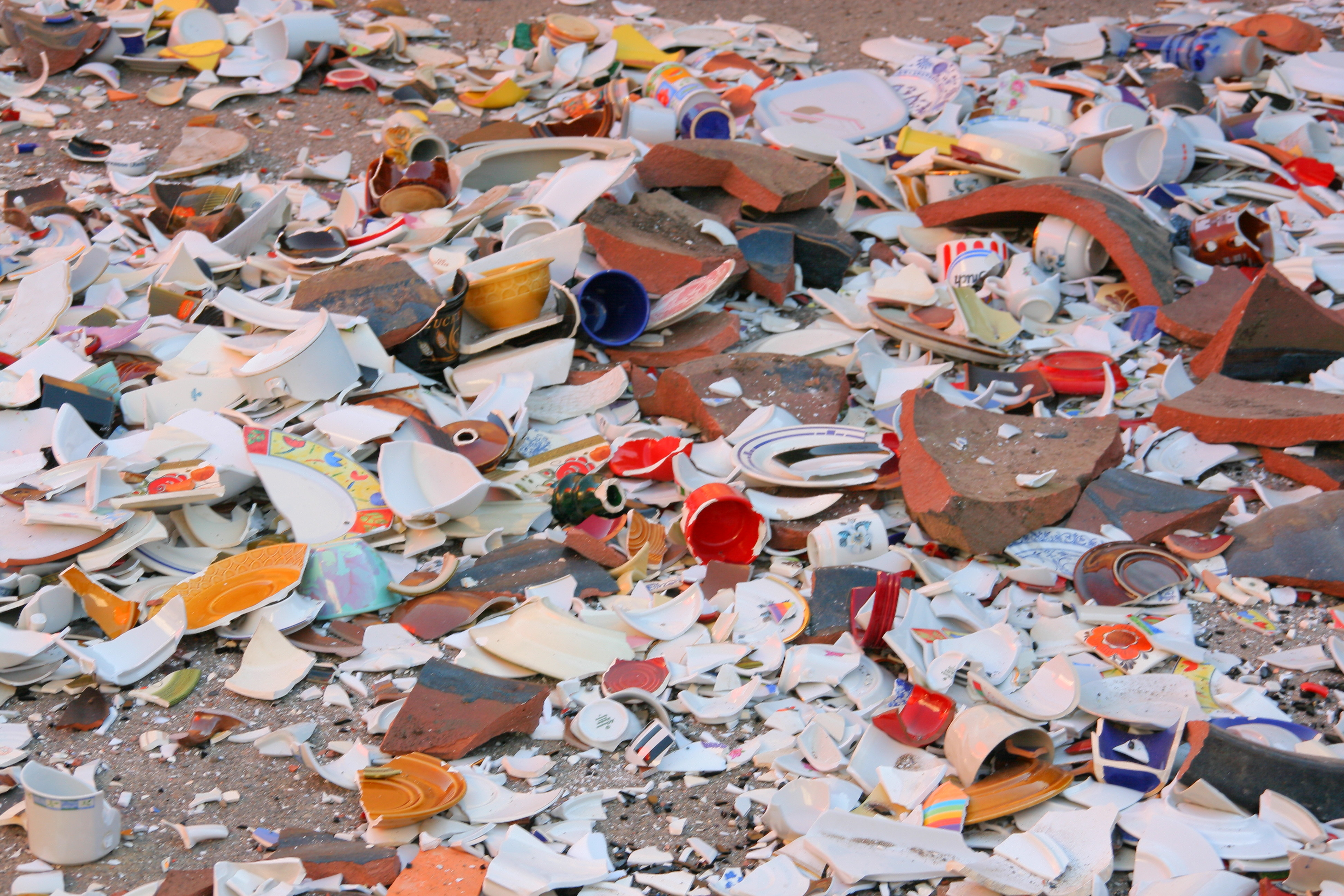
Krossat porslin och keramik under en Polterabend.

Polterabend är en tysk bröllopsed, där gästerna krossar porslin kvällen före bröllopet för att bringa lycka till brudparets äktenskap. I Danmark är ordet mer eller mindre synonymt med svenskans svensexa.

## Polterabend i Finland
I Finland kallas de uppsluppna festligheterna före bröllopet, avskedet till statusen som ogift, oftast ”polttarit” (på finska) eller ”polttare” (på svenska) från tyskans Polterabend. Mer sällan används begreppen möhippa eller svensexa, som i Sverige. Seden blev sannolikt känd i Finland genom inflytande från tysktalande borgerliga kretsar i Viborg och S:t Petersburg på 1870-talet. Det var då brudgummen som firade med sina manliga vänner. Från slutet av 1800-talet finns också notiser om kvinnligt polterabendfirande i högreståndskretsar. Utklädseln var viktig och man klädde ofta ut sig i manskostymer och lösskägg.
Polterabendfirandet var till en början främst koncentrerat till de största städerna, där det manliga firandet gick ut på att supa den blivande äkta mannen under bordet. Från 1920- och 1930-talen blev firandet populärt bland unga kvinnor i yrkeslivet, som då de gifte sig oftast övergick till att bli hemmafruar. Programmet på festerna ordnades av väninnor till bruden och hade återkommande element: man rövade bort festföremålet som försetts med ögonbindel och förde henne till okänd plats, väninnorna klädde ut sig till brudens övergivna kavaljerer, och man ordnade olika skämtsamma upptåg.
På 1980-talet upplevde polterabendfirandet ett uppsving, som delvis hängde ihop med de allt större bröllopsfesterna. Ofta planerades en helkväll där brudgummen eller bruden, vanligen utklädd, tvingades utföra olika uppdrag eller delta i förutbestämda aktiviteter såsom sånguppträdanden, penninginsamling eller intervjuer med främlingar. Det groteska eller sexuella dominerade i utklädseln och uppdragen. Konfrontationen med allmänheten blev en central del av firandet och under 1990-talet rörde sig många polterabendsällskap på allmänna platser i städerna.
Under 2000-talet har nya drag kommit in i firandet och arrangemangen kring polterabend har blivit alltmer påkostade. För männen omfattar programmet ofta olika aktiviteter, såsom tandemhopp, crosscart och andra underhållningssporter. Vid sidan av det extrema och utmanande har den skräddarsydda polterabenden blivit allt populärare. Vid sådana tillställningar vill man skämma bort och överraska festföremålet med element som passar just hennes eller hans personlighet.